# Conselho do Comando Militar para a Salvação da República
Conselho do Comando Militar para a Salvação da República (em francês:  Conseil de commandement militaire pour le salut de la République, CCMSR) é um grupo rebelde do Chade fundado em 2016.

## História

### Fundação
O Conselho do Comando Militar para a Salvação da República surgiu em julho de 2016 de uma cisão da Frente para a Alternância e a Concórdia no Chade (FACT) liderada por Mahamat Hassan Boulmaye, antigo porta-voz da União das Forças para a Democracia e o Desenvolvimento (UFDD), e reuniram-se a ele os combatentes Kreda, o maior grupo dentro dos Goranes. No final da década de 2010, o CCMHR era o mais importante dos grupos rebeldes chadianos.

### Composição
O CCMSR inclui veteranos das rebeliões anteriores e combatentes mais jovens e menos experientes. Uma grande parte de seus membros são veteranos da União das Forças da Resistência (UFR).
O grupo inclui vários grupos étnicos: os tubus da tribo dos Goranes são os mais numerosos, mas também há zagauas, árabes chadianos e Ouaddais.

### Ações
O grupo primeiramente se estabeleceu no sul da Líbia e ofereceu seus serviços ao General Khalifa Haftar em troca da obtenção de veículos, antes de finalmente unir forças com as Brigadas de Defesa de Bengazi (BDB).
Sob pressão do Exército Nacional Líbio (ENL) do marechal Haftar, o CCMSR teve que recuar durante o verão de 2017 na Faixa de Aozou, no Chade.
Em 11 de agosto de 2018, o CCMSR atacou o exército chadiano na localidade de Kouri Bougoudi, em Tibesti.  Em 12 de janeiro de 2019, o grupo foi atacado na mesma cidade pelos rebeldes de Darfur, o Movimento pela Justiça e Igualdade (MJI). 